# Egymintás u-próba
Az egymintás u-próba (más néven egymintás z-próba, lásd angolul Z-test) az u-próbák családjába tartozik. A próba azt ellenőrzi, hogy egy adott statisztikai ismérv esetén a mintabeli átlag szignifikánsan eltér-e a populációs átlagtól. Más szavakkal, hogy egy valószínűségi változó átlaga szignifikánsan különbözik-e egy adott m értéktől.

## Alapgondolata és az alkalmazás feltételei
A próba alapgondolata, hogy a populációt m átlagú (várható értékű) és σ szórású normális eloszlásúnak feltételezzük és mintavételezéssel tesztelni kívánjuk, hogy az m szám tényleg tekinthető-e a populációs átlagnak, vagy ez a feltételezésünk nem tartható. A populációból véletlen módon egy n elemszámú mintát veszünk (x1, x2, … ,xn) a minta értékeiből átlagot számolunk ({\displaystyle {\mbox{ }}_{\overline {x}}}) és meghatározzuk az átlag eltérését az m feltételezett populációs átlagtól. A kérdés, hogy az {\displaystyle {\mbox{ }}_{\overline {x}}} – m különbség mértéke vajon
1. köszönhető-e a mintavétel véletlen hibájának, vagy
2. bizonyos p valószínűségű kockázatot vállalva (szignifikanciaszint) utal-e arra, hogy a populációs átlag nem lehet m.

A kérdést az adott p valószínűségű kockázat vállalása mellett szándékozunk megválaszolni. Ha a populáció normális eloszlásának görbéjén a minta átlaga olyan messze van a várható értéktől, hogy az olyan és annál távolabbi értékek valószínűsége a görbe szerint kisebb mint p, akkor nem véletlen eltérésre gyanakodunk, ha ennél nagyobb az előfordulási valószínűsége, akkor maradunk az eredeti feltételezésnél.
Eszerint az u-próba feltétele, hogy a vizsgált populáció ismérve (valószínűségi változója)
1. intervallum vagy arányskálán mért
2. normális eloszlású
3. ismert szórású
4. ismert populációs átlagú (illetve várható értékű)

legyen. A próba a populációs átlagot teszteli, így az utolsó feltételt pontosabb úgy fogalmazni, hogy feltételezéssel kell rendelkeznünk a populáció átlagára vonatkozóan.

## Hipotézisek
Kétoldali ellenhipotézist fogalmazunk meg, ha pusztán azt szeretnénk ellenőrizni, hogy a populáció átlaga tényleg az m szám-e:
| {\displaystyle H_{0}}: a populáció átlaga = m | (nullhipotézis)            |
| {\displaystyle H_{1}}: a populáció átlaga ≠ m | (kétoldali ellenhipotézis) |

A „populáció átlaga” kifejezés helyett a valószínűség-elmélet terminológiájában itt is az „X valószínűségi változó várható értéke” áll. Ekkor a vizsgálat tárgya, hogy E(X) egyenlő-e m-mel. Ekkor a próba később említendő u paraméterét a up/2 értékkel hasonlítjuk össze.
Ha van olyan gyanúnk, illetve azt szeretnénk igazolni, hogy a populációs átlag valójában kisebb mint m vagy valójában nagyobb mint m, akkor egyoldali ellenhipotézist fogalmazunk meg. (Ekkor természetesen a mintaátlag a relációnak megfelelően kisebb, vagy nagyobb, mint m, hiszen különben nem is értelmes a mintából egyoldali eltérésre gyanakodni.)
| {\displaystyle H_{0}}: a populáció átlaga = m | (nullhipotézis)             |
| {\displaystyle H_{1}}: a populáció átlaga < m | (bal oldali ellenhipotézis) |

Illetve a másik lehetőség, hogy {\displaystyle H_{1}}: m < a populáció átlaga (jobb oldali ellenhipotézis). Ekkor a próba később említendő u paraméterét az up értékkel hasonlítjuk össze.

## A próbastatisztika
Az egymintás u-próba próbastatisztikája
{\displaystyle u={\frac {{\bar {x}}-m}{\sigma /{\sqrt {n}}}}}
ahol
- {\displaystyle {\bar {x}}} a vizsgált valószínűségi változó átlaga a mintában,
- {\displaystyle m\,} az előre adott érték, amihez az átlagot viszonyítjuk,
- {\displaystyle \sigma \,} a vizsgált valószínűségi változó ismert szórása és
- {\displaystyle n\,} a minta elemszáma.

## A próba végrehajtásának lépései
| lépés | megjegyzés |
| --- | --- |
| 1. u kiszámítása a fenti képletből                                                                                       | ekkor lényegében standardizálunk a teljes populáció vélelmezett m átlagára és az n elemű minta átlagának vélelmezett {\displaystyle s=\sigma /{\sqrt {n}}} szórására nézve |
| 2. A p szignifikanciaszint megválasztása                                                                                 | ez a legtöbb vizsgálat esetén 0,05; 0,01 vagy 0,005 (azaz 5%, 1% illetve 0,5%)                                                                                             |
| 3. Egyoldalasság esetén a p-hez tartozó up érték, illetve kétoldalasság esetén a p/2-höz tartozó up/2 értékek kikeresése | szerencsétlen statisztikai szokás a félrevezető előjelezés, azaz p=Φ(-up ) és p/2=Φ(-up/2 ), ahol a standard normális Φ eloszlás táblázatát használjuk                     |
| 4. A döntést ezek után a választott p és választott típusú ellenhipotézis mellett a következők alapján hozzuk:           | vigyázni kell az egy- és kétoldalasságra, valamint az elfogadási/elvetési döntés irányára                                                                                  |

Az ellenhipotézis elfogadásával elvetjük {\displaystyle H_{0}}-t, ha
|         | bal oldali ellenhipotézis | kétoldali ellenhipotézis               | jobb oldali ellenhipotézis |
| ------- | ------------------------- | -------------------------------------- | -------------------------- |
| p=0,05  | u < -up = -1,64           | u < -up/2 = -1,96 vagy 1,96 = up/2 < u | 1,64 = up < u              |
| p=0,01  | u < -up = -2,32           | u < -up/2 = -2,57 vagy 2,57 = up/2 < u | 2,32 = up < u              |
| p=0,005 | u < -up = -2,57           | u < -up/2 = -2,81 vagy 2,81 = up/2 < u | 2,57 = up < u              |

Ellenkező esetben, meggyőző ellenhipotézis híján megtartjuk {\displaystyle H_{0}}-t.
A döntést a következőképpen magyarázzuk:
- {\displaystyle H_{0}}-t egy p szignifikanciaszintű eltérésre hivatkozással elvetjük, amennyiben a vizsgálati minta alapján adódó u szignifikáns eltérést mutat, azaz a p szignifikanciaszintű ellenhipotézisnek megfelelő perifériális zónába esik (lásd a fentebbi táblázatot);
- {\displaystyle H_{0}}-t meggyőző eltérés híján megtartjuk, amennyiben a vizsgálat nem mutat meggyőző mértékű eltérést, azaz a leszármaztatott u nem esik az ellenhipotézisnek megfelelő perifériális zónába.

A döntésnél szereplő egyenlőtlenségben lévő határok kétoldali ellenhipotézisnél tetszőleges p szignifikanciaszint esetén: ( -up/2 , up/2 ), egyoldalinál ( -up , +∞ ) illetve ( -∞, up ). Az up/2 illetve up érték kiválasztása a standard normális eloszlás táblázatából történik. Azt az x értéket kell kikeresni melynél nagyobb értéket standard normális eloszlású valószínűségi változó csak p/2 (illetve p) valószínűséggel vesz fel. Például p = 0,05 esetén p/2 = 0,025. Az ehhez közeli, de már nagyobb értéket megkeressük a táblázaton belül a Φ(x) értékek között és leolvassuk azt az x értéket, amely ehhez a Φ(x)-hez tartozik.

## Példa
1. Arra vagyunk kíváncsiak, hogy egy pedagógiai program valóban gyorsítja-e az óvodás gyerekek értelmi képességeinek fejlődését. Azt értelmi képesség mérésére az intelligencia hányados, az un. IQ hivatott. Ez olyan mérőeszköz, ami intervallum skálán mér, tudjuk, hogy a populációban normális eloszlást követ és tudjuk, hogy a 100-as IQ mutatja az átlagos képességet. Egy teljesen átlagos óvodai csoportban tehát nem tér el lényegesen (szignifikánsan) az IQ átlagos értéke a 100-as értéktől. Az IQ mérésére használt tesztek szórását ismerjük, a legtöbb ilyen teszt 15-ös, 16-os vagy 24-es szórású. Mi most egy 16-os szórású teszttel fogunk mérni. Látható, hogy az egymintás u-próba alkalmazásának feltételei adottak.
A vizsgálatunkban összesen 71 óvodás korú gyermek vesz részt, akiken alkalmazták a vizsgált pedagógiai módszert. Egy év alkalmazás után a gyerekek IQ-ját az adott teszttel megmértük és azt kaptuk, hogy a 71 gyermek átlagos IQ-ja 105. Ez egy kicsit magasabb érték, mint az átlag, de nem tudjuk, hogy ez a különbség pusztán csak a véletlennek tulajdonítható (szinte soha nem kapunk pontosan 100-as átlagot egyetlen óvodai mintában sem), vagy tekinthető a 100-as értéktől való szisztematikus eltérésnek.
Ennek a kérdésnek az eldöntésére egymintás u-próbát alkalmazunk. A vizsgált valószínűségi változónk az IQ. Ez normális eloszlású a populációban, intervallumskálán mért és ismerjük a szórását (σ = 16). A mintánkban az átlag {\displaystyle {\bar {x}}} = 105, A minta elemszáma n = 71, az előre megadott m érték az m = 100, hisz ez jelöli az átlagos teljesítményt s mi arra vagyunk kíváncsiak, hogy a mi csoportunk teljesítménye szignifikánsan eltér-e ettől. Ennek megfelelően az u próbastatisztikánk a jelen vizsgálat esetében
{\displaystyle u={\frac {{\bar {x}}-m}{\sigma /{\sqrt {n}}}}={\frac {105-100}{16/{\sqrt {71}}}}\approx 2,633}
Ha p = 0,05-nek választjuk a szignifikanciaszintet, akkor a táblázatbeli érték up/2 = u0,025 = 1,96, vagyis ha 5% kockázatot vállalunk arra nézve, hogy esetleg helytelenül vetjük el a nullhipotézist, akkor csak 1,96-nál nagyobb vagy -1,96-nál kisebb próbastatisztika értékek esetén tudjuk elvetni azt. Jelenlegi a helyzet próbastatisztika és a táblázatbeli érték viszonyában a következő.
u ≈ 2,633 miatt u > 2,632 > 1,96 = u0,025
azaz |u| ≥ up/2 teljesül.
Így a nullhipotézist elvethetjük, az egymintás u-próba szerint szignifikáns különbség van (p = 0,05-ös szignifikanciaszint mellett) a pedagógiai programban részt vett óvodások átlagos IQ-ja és a 100-as érték között.
2. Az Egyesült Államokban egy teljes körű felmérés szerint az elsőéves egyetemisták hetente 7,5 órát töltenek bulizással. Az adatok szórása 7 óra. Egy egyetem rektora gyanakodik, hogy náluk a hallgatók nem buliznak ennyit, ezért 100 fős véletlen mintát vesz az egyetemének elsőévesei közül (kb. 3000 elsős van). A mintavétel eredménye 6,6 órás átlag. Kimutatható-e szignifikáns eltérés a populációs átlagtól?
Az a gondolatunk, hogy az országos felmérés átlagát tekintjük a 3000 fős egyetemi populáció átlagának és ezt ellenőrizzük u-próbával, tehát: {\displaystyle H_{0}}: μ = 7,5, itt μ az egyetem elsőéveseinek populációs átlaga. A rektor gyanúja miatt érdemes azt az egyoldali ellenhipotézist venni, hogy μ < 7,5. Tehát
m = 7,5
{\displaystyle {\mbox{ }}_{\bar {x}}} = 6,6
σ = 7
n = 100
Ekkor a képlet szerint u = -1,29. Így az u-próba nem járt sikerrel bal oldali ellenhipotézisű, 5%-os szignifikanciaszinten sem, hiszen -1,64 < -1,29 és így azt mondhatjuk, hogy a 7,5 órás átlagtól való eltérés köszönhető a véletlennek is (ez nyilván az adatok nagy szórása miatt van így). Tehát nem mutatható ki szignifikáns különbség az országos átlagtól.

## A próba matematikai háttere
Mivel a vizsgált X valószínűségi változótól megköveteltük, hogy normális eloszlást kövessen, így az X1, X2, … Xn mintáról elmondható, hogy a belőle képzett
{\displaystyle {\overline {X}}={\frac {1}{n}}\sum _{i=1}^{n}X_{i}}
valószínűségi változó is normális eloszlást követ. Mivel σ az X szórását jelöli, így az {\displaystyle {\overline {X}}} szórása {\displaystyle \sigma /{\sqrt {n}}}. Ha most meggondoljuk, hogy a – matematikailag precízebben megfogalmazott – nullhipotézis szerint m az X várható értékével azonos, akkor látható, hogy az
{\displaystyle u={\frac {{\overline {X}}-m}{\sigma /{\sqrt {n}}}}}
próbastatisztika standard normális eloszlást fog követni. Emiatt bármilyen 1 > p > 0 esetén meg lehet határozni azt az up/2 értéket, melyre
{\displaystyle 1-p=\mathbf {P} \left(-u_{p/2}<{\frac {{\overline {X}}-m}{\sigma /{\sqrt {n}}}}<u_{p/2}|H_{0}\right)=\Phi (u_{p/2})-\Phi (-u_{p/2})=2\Phi (u_{p/2})-1}
ahol Φ(x) a standard normális eloszlásfüggvény. Ez azt jelenti, hogy ha igaz a nullhipotézis, akkor az u próbastatisztika értéke 1-p valószínűséggel a (-up/2, up/2) intervallumba kell, hogy essen.